# Spreu

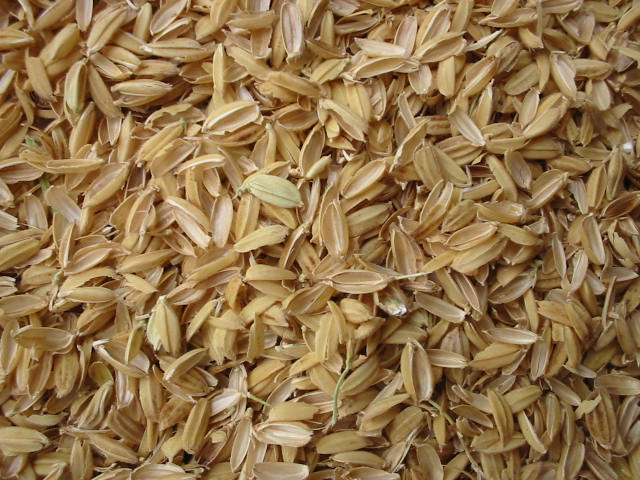
Reisspelzen

Spreu, auch Kaff genannt, sind die beim Dreschen von Getreide abfallenden Spelzen und Hülsen, Grannen, Samenhüllen und Stängelteile. Spreu dient als Raufutter.
Die Trennung der Spreu vom Getreide geschieht in der Regel mit Hilfe einer Worfel oder eines  Windsichters.
Im übertragenen Sinne hat sich der Bibelspruch Mt 3,12  „die Spreu vom Weizen trennen“ etabliert. Damit ist gemeint, das Gute vom Schlechten, das Verwertbare vom Nutzlosen zu trennen.